# 江苏省溧阳监狱
江苏省溧阳监狱是江苏省人民政府司法厅监狱管理局的直辖单位，一座大型农村监狱。位于常州市溧阳市社渚农场。除溧阳市外，与安徽省宣城市的郎溪县相邻。监狱占地3.67万亩（约23.5平方公里）。
始建于1951年6月，时属苏南行政公署公安局劳改处，称“苏南劳动改造队第一支队部”。1952年7月，改称“苏南国营社渚农场”。1953年1月，江苏省人民政府成立后，改称“江苏省第六劳动改造管教支队”。1995年，改称为现名。所在区域，以溧阳监狱之名列为溧阳市的一个类似乡级单位。